# Okada Saburōsuke
Okada Saburōsuke (în japoneză 岡田 三郎助, n. 12 februarie 1869, Prefectura Saga, Japonia – d. 16 decembrie 1939, Tokyo⁠(d), Tōkyō, Japonia) a fost un pictor japonez în stil Yōga și profesor la „Tōkyō Bijutsu Gakkō” (Școala de Arte Plastice); precursor al Universității de Arte din Tokyo.

## Biografie
Părinții săi erau vasali ai clanului de samurai Nabeshima. A urmat o școală care preda pictura în stil occidental, sub tutela lui Soyama Sachihiko (în japoneză 曽山幸彦). În 1891, a devenit membru al „Meiji Bijutsu-kai” (Societatea de Arte Plastice) și, după moartea prematură a lui Soyama, a lucrat cu Horie Moriaki (în japoneză 堀江正章), finalizându-și studiile în 1893.
În același an, a intrat sub influența lui Kuroda Seiki (în japoneză 黒田清輝) și Kume Keiichiro (în japoneză 久米桂一郎), care tocmai se întorseseră din Franța. I-au prezentat stilul școlii de la Barbizon și conceptul de pictură în aer liber. În 1896, a devenit profesor asistent de artă yoga la Tōkyō Bijutsu Gakkō. A fost, de asemenea, unul dintre membrii fondatori ai „Hakuba-kai” (Societatea Calului Alb);, o asociație de artiști cu organizare liberă, numită după tipul preferat de sake.
Mai târziu, Ministerul Culturii i-a acordat o bursă pentru a studia în Franța, unde a lucrat cu Raphaël Collin. Când s-a întors în 1902, a fost numit profesor titular. La scurt timp după aceea, s-a căsătorit cu fiica dramaturgului Osanai Kaoru (în japoneză 小山内薫). După 1907, a fost jurat pentru expoziția anuală de artă organizată de Minister („Mombushō Tenrankai”). În 1912, el și Fujishima Takeji (în japoneză 藤島武二) au fondat „Institutul Hongo pentru pictură occidentală”. Șapte ani mai târziu, a fost ales membru al „Teikoku Bijutsu-in” (Academia Imperială de Arte Frumoase) și a fost distins cu Ordinul Tezaurului Sacru.
În 1930, Ministerul Culturii l-a trimis în Europa pentru a vorbi cu Hasegawa Kiyoshi și a explora posibilitatea de a organiza o expoziție de artă japoneză modernă. Patru ani mai târziu, a fost numit artist al casei imperiale.
În 1937, Okada a primit Ordinul Culturii, cea mai înaltă onoare din lumea culturală japoneză. În general, cariera sa artistică a arătat o progresie neobișnuit de lină. Subiectele de pictură ale lui Okada includeau atât peisaje, cât și portrete, iar el se pricepea mai ales la pictarea portretelor femeilor. Sub pensula lui, femeile erau portretizate cu texturi calde ale pielii, trăsături elegante și delicate. În 1907 a câștigat premiul I al expoziției industriale de la Tokyo pentru „Imaginea unei femei (ton violet)”. Mai târziu, a expus „Femei în roșu”, „Trifoiul japonez al tufișului” și „Portretul soției marchizului Ookuma”, stabilindu-și reputația în pictarea portretelor femeilor.

## Picturi selectate

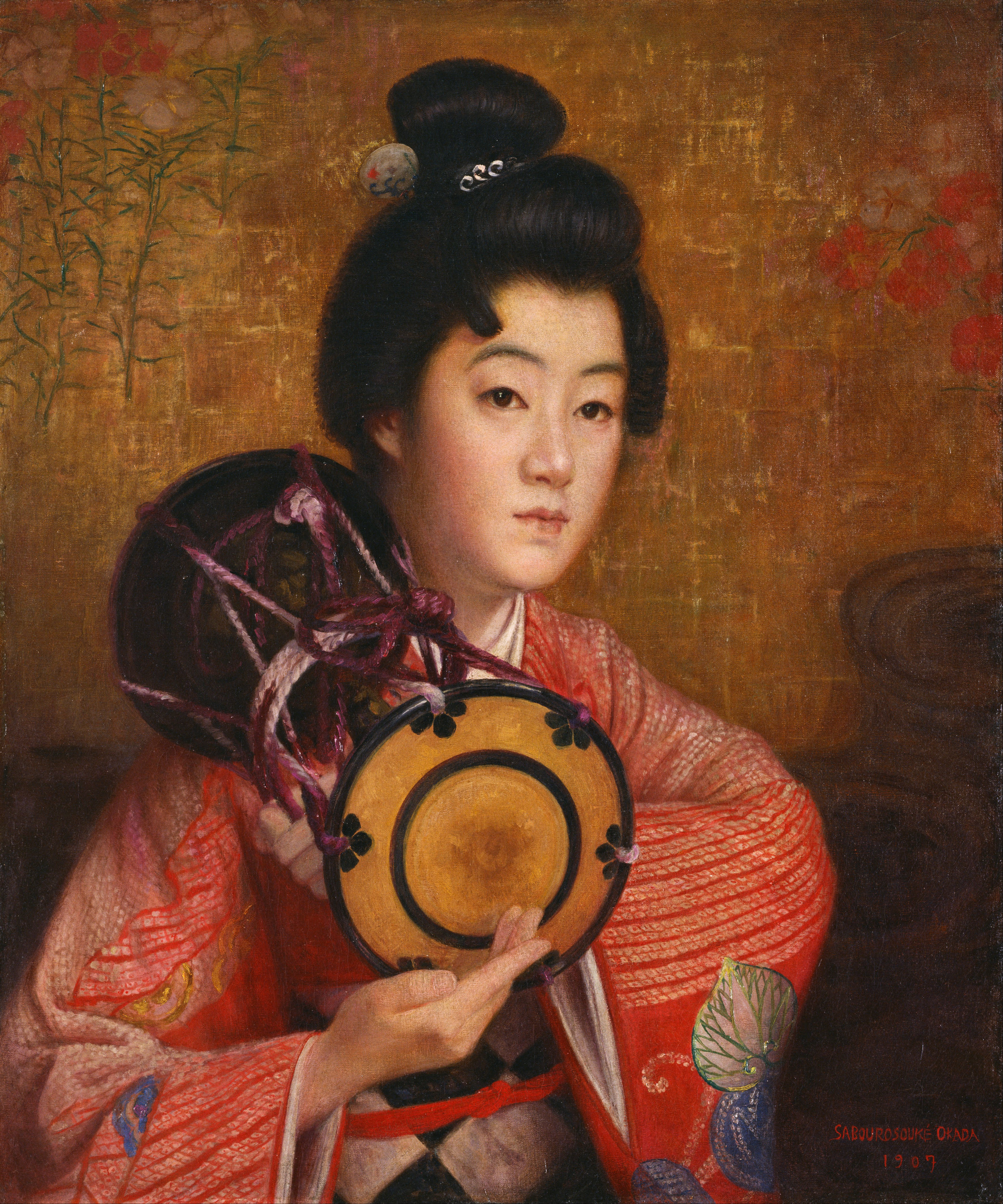
Portretul unei doamen
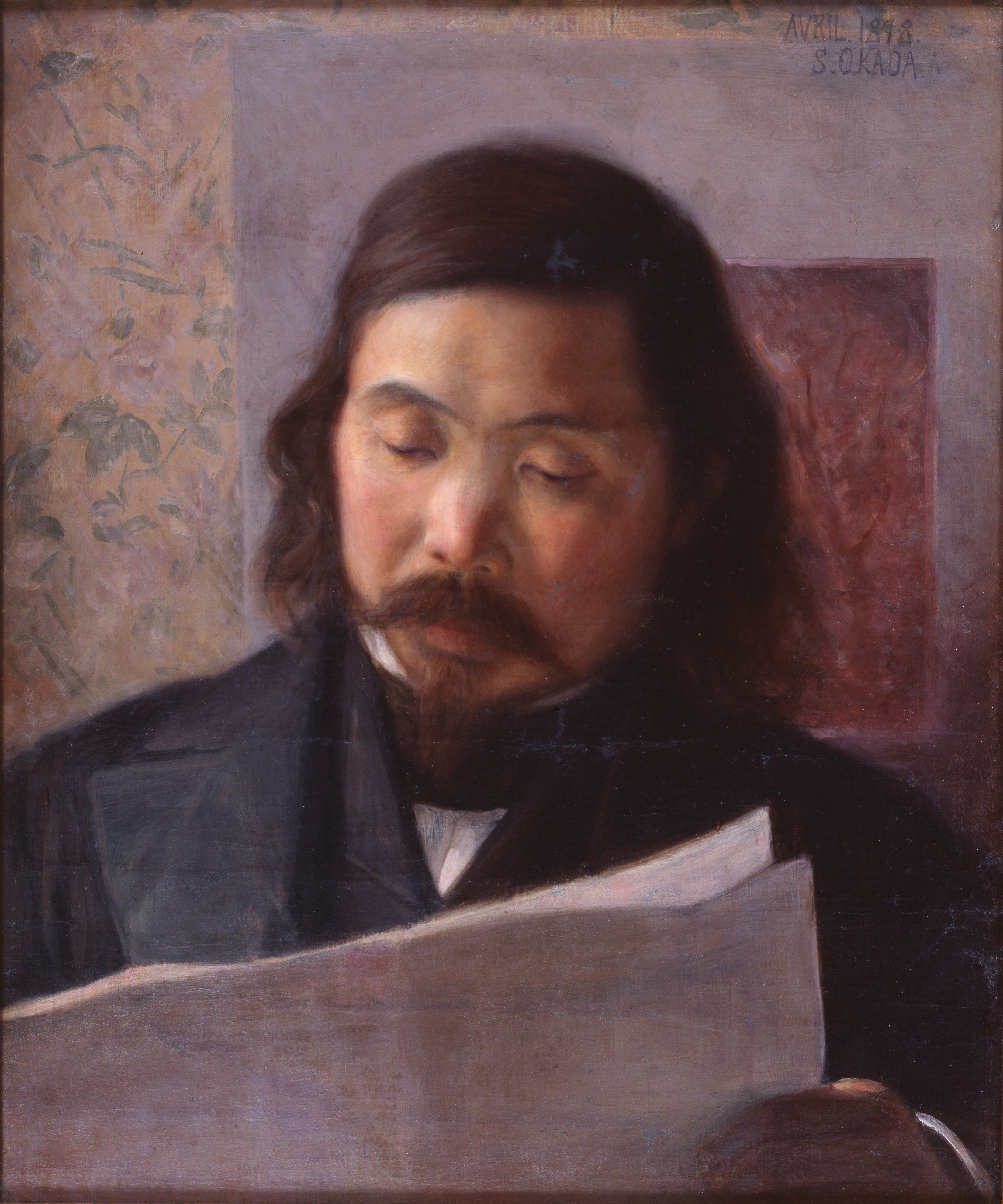
Portretul lui Jirō Okabe (politician conservator, 1864-1925)
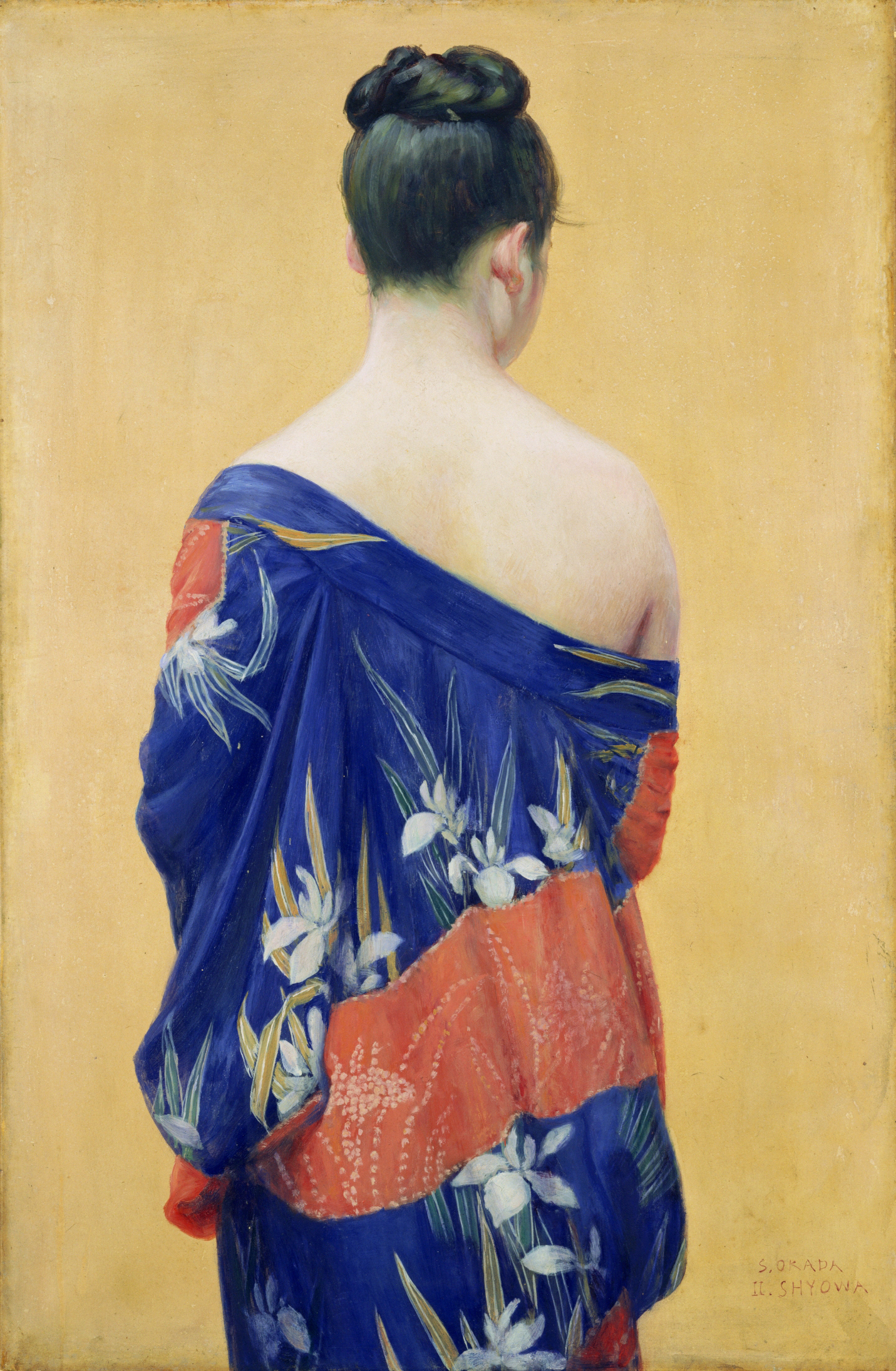
Kimono cu tipar de iris
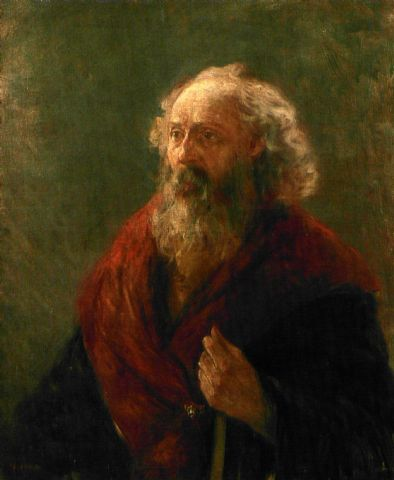
Portretul unui bătrân